# Чаусова, Елена Ефимовна
Елена Ефимовна Чаусова (род. 30 июля 1957, Москва, РСФСР, СССР) — советская баскетболистка. Чемпионка мира, пятикратная чемпионка Европы, двукратная победительниц Универсиад. Заслуженный мастер спорта СССР (1984). Баскетбольный тренер.
Окончила Московский институт народного хозяйства.

## Биография
Высокая девочка ростом 185 сантиметров начала учиться баскетболу в ДЮСШ № 1, более известной в спортивных кругах как «Куйбышевская», ставшей впоследствии СДЮШОР № 56.
В 1972 году и на протяжении десяти лет была играла за московский женский клуб «Спартак».
Училась и успешно завершила обучение в Московском институте народного хозяйства. В 1977 году представляла своё учебное заведение на победной для женской баскетбольной команды Универсиаде в Софии. Через четыре года повторила успех в Бухаресте.
На чемпионатах Европы, начиная с 1978 года пять раз становилась чемпионкой континента.
В 1982 году перешла в московский ЦСКА, где выступала семь сезонов. Дважды становится чемпионкой СССР, трижды серебряным и дважды бронзовым призёром чемпионатов СССР.
В 1983 году на чемпионате мира в Бразилии, женская сборная СССР стала чемпионом мира, а Елена Чаусова достигла наивысшего результата в своей спортивной карьере.
В 1989 году завершила карьеру игрока. Перешла на тренерскую работу В ДЮСШ «Спартак». С 2007 года тренер СДЮСШОР «Юность Москва».
В 2009 г. — тренер команды дивизиона «Б» «Спартак-ШВСМ» (Москва).

## Достижения
- Чемпионка мира 1983
- Чемпионка Европы 1978, 1980, 1981, 1983, 1985
- Чемпионка Универсиад 1977, 1981
- Чемпионка СССР 1985, 1989.